# فينوس الأمريكية
الزهرة الأمريكية فيلم كوميدي أمريكي صامت عام 1926 من إخراج فرانك تاتل ، وبطولة إستير رالستون ، فورد ستيرلنج ، لورانس جراي ، فاي لانفير ، لويز بروكس ، ودوغلاس فيربانكس جونيور.
الفيلم مبني على قصة كتبها تاونسند مارتن، تمت كتابة السيناريو بواسطة فريدريك ستورز مع عناوين داخلية لروبرت بينشلي . 

## حبكة
كما هو موضح في مجلة سينمائية، تدخل ابنة أحد صانعي كريمات التجميل وتفوز بمسابقة جمال ثم تدخل المسابقة الوطنية لإنقاذ والدها من الوقوع في سلطة شركة مصنعة منافسة الذي هي مخطوبة لابنه للزواج من خلال فسخ خطوبتها، واكتشاف منافس والدها في صفقة رشوة، وتكوين ارتباط مع رجل الاستغلال السابق للمنافس، وتكوين صداقة مع الفائز في المسابقة الوطنية، تنجح الفتاة في تشكيل الأحداث بحيث تفوز هي ووالدها بجميع النقاط .